# Snabbare än döden
Snabbare än döden (The Quick and the Dead) är en amerikansk westernfilm från 1995.

## Handling
Ellen "The Lady" (Stone) såg som liten sin pappa dö, och vill till varje pris hämnas på mannen som fick honom död. Hon åker till samhället där skurken bor, och det visar sig att skurken styr hela staden. Skurken har anordnat en tävling på liv och död och vinnaren får ett stort belopp pengar. Då skurken också ska delta i tävlingen ser Ellen sin chans att få honom död utan att bli anklagad mördare.

## Rollista (i urval)
| Sharon Stone      | – Ellen "The Lady"    |
| Gene Hackman      | – John Herod          |
| Russell Crowe     | – Cort                |
| Leonardo DiCaprio | – Fee Herod "The Kid" |
| Keith David       | – Sgt. Clay Cantrell  |
| Lance Henriksen   | – Ace Hanlon          |
| Pat Hingle        | – Horace              |
| Gary Sinise       | – The Marshal         |
| Scott Spiegel     | – Gold Teeth Man      |
| Sven-Ole Thorsen  | – Gutzon              |
| Roberts Blossom   | – Doc Wallace         |